# The Wailers Live (album)
Pour les articles homonymes, voir The Wailers (homonymie).

The Wailers Live est un album des Wailers sorti en 2003.
Gary Pine (qui collaborera avec Bob Sinclar, notamment sur "Love Generation" et "Sounds of Freedom") est le chanteur principal.

## Liste des morceaux
CD1
1. Lively up Yourself
2. Positive Vibration
3. Who the Cap Fit
4. Running Away
5. Get up, Stand Up
6. Heathen
7. Wake up and Live
8. Rebel Music
9. I Shot the Sheriff
10. War
11. Three Little Birds
12. One Love

CD2
1. Is This Love
2. Stir It Up
3. No Woman, No Cry
4. Buffalo Soldier
5. Bend Down Low
6. Rat Race
7. Trenchtown Rock
8. Jammin'
9. Redemption Song
10. Exodus